# Espacio LF
En matemáticas, un espacio LF, también escrito como (LF)-espacio, es un espacio vectorial topológico (EVT) X que es un límite directo localmente convexo de un sistema inductivo numerable {\displaystyle (X_{n},i_{nm})} de espacios de Fréchet.
Esto significa que X es un límite directo de un sistema directo {\displaystyle (X_{n},i_{nm})} en la categoría de los espacios vectoriales topológicos localmente convexos y cada {\displaystyle X_{n}} es un espacio de Fréchet. El acrónimo LF significa Límite de espacios de Fréchet.
Si cada una de las aplicaciones de enlace {\displaystyle i_{nm}} es un embebido de EVTs, entonces el espacio LF se denomina espacio LF estricto. Esto significa que la topología subespacial inducida en Xn por Xn+1 es idéntica a la topología original en Xn.
Algunos autores (por ejemplo, Schaefer) definen el término "espacio LF" como "espacio LF estricto", por lo que al leer determinados textos matemáticos, se recomienda comprobar siempre cómo está definido el LF-espacio.

## Definición

### Topología de límite inductivo/final/directo
En todo momento se supone que:
- {\displaystyle {\mathcal {C}}} es una categoría de espacios topológicos o alguna subcategoría de una categoría de espacios vectoriales topológicos (EVTs);
  - Si todos los objetos de la categoría tienen una estructura algebraica, entonces se supone que todos los morfismos son homomorfismos para esa estructura algebraica.
- I es un conjunto dirigido no vacío;
- X•= ( Xi )i ∈ I es una familia de objetos en {\displaystyle {\mathcal {C}}}, donde (Xi, τXi) es un espacio topológico para cada índice i;
  - Para evitar posibles confusiones, τXi no debería denominarse "topología inicial" de Xi, ya que el término "topología inicial" ya tiene una definición bien conocida. La topología τXi se denomina topología original en Xi o topología dada de Xi.
- X es un conjunto (y si los objetos en {\displaystyle {\mathcal {C}}} también tienen estructuras algebraicas, entonces se supone automáticamente que X tiene cualquier estructura algebraica necesaria);
- f•= ( fi )i ∈ I es una familia de aplicaciones donde para cada índice i, la aplicación tiene el prototipo fi : (Xi, τXi) → X. Si todos los objetos de la categoría tienen una estructura algebraica, entonces también se supone que estas aplicaciones son homomorfismos para esa estructura algebraica.

Si existe, entonces la topología final sobre X en {\displaystyle {\mathcal {C}}}, también llamado colímite o topología inductiva en {\displaystyle {\mathcal {C}}}, y denotada por τf• o τf, es la topología más fina en X tal que
1. (X, τf) es un objeto en {\displaystyle {\mathcal {C}}} y
2. para cada índice i, la aplicación fi : (Xi, τXi) → (X, τf) es un morfismo continuo en {\displaystyle {\mathcal {C}}}.

En la categoría de espacios topológicos, la topología final siempre existe y, además, un subconjunto U ⊆ X está abierto (o cerrado) en (X, τf) si y solo si fi- 1 (U) está abierto (o cerrado) en (Xi, τXi) para cada índice i.
Sin embargo, la topología final no puede existir en la categoría de los espacios topológicos de Hausdorff debido al requisito de que (X, τXf) pertenezca a la categoría original (es decir, pertenezca a la categoría de espacios topológicos de Hausdorff).

### Sistemas directos
Supóngase que (I, ≤) es un conjunto dirigido, y que para todos los índices i ≤ j hay morfismos (continuos) en {\displaystyle {\mathcal {C}}}
fij : Xi → Xj
de modo que si i= j, entonces fij es la aplicación de identidad en Xi y si i ≤ j ≤ k entonces se cumple la siguiente condición de compatibilidad:
fik= fjk  ∘  fij,
donde esto significa que la composición
{\displaystyle X_{i}\xrightarrow {f_{i}^{j}} X_{j}\xrightarrow {f_{j}^{k}} X_{k}\;\;\;\;{\text{ es igual a }}\;\;\;\;X_{i}\xrightarrow {f_{i}^{k}} X_{k}.}
Si se cumplen las condiciones anteriores, entonces el triplete formado por las colecciones de estos objetos, los morfismos y el conjunto de indexación
{\displaystyle \left(X_{\bullet },\left\{f_{i}^{j}\;:\;i,j\in I\;{\text{ y }}\;i\leq j\right\},I\right)}
se conoce como sistema directo en la categoría {\displaystyle {\mathcal {C}}} que es dirigido (o indexado) por I. Dado que el conjunto de indexación I es un conjunto directo, se dice que el sistema directo está dirigido.
Las aplicaciones fij se denominan aplicaciones de enlace, de conexión o de enlace del sistema.
Si se sobreentiende el conjunto de indexación I, entonces I a menudo se omite de la tupla anterior (es decir, no se escribe). Lo mismo ocurre con los aplicaciones de vinculación si no se incluyen. En consecuencia, a menudo se ve escrito "X• es un sistema directo", donde "X•" en realidad representa un triplete con las aplicaciones de enlace y el conjunto de indexación definidos en otra parte (por ejemplo, aplicaciones de enlace canónicas, como inclusiones naturales) o bien los aplicaciones de enlace simplemente se supone que existen pero no es necesario asignarles símbolos (por ejemplo, los aplicaciones de enlace no son necesarios para enunciar un teorema).

### Límite directo de un sistema directo
Para la construcción de un límite directo de un sistema inductivo general, consúltese el artículo "límite directo".
Límites directos de los sistemas inyectivos
Si cada una de las aplicaciones de enlace {\displaystyle f_{i}^{j}} es inyectiva, entonces el sistema se llama inyectivo.
Supuestos: En el caso en que el sistema directo es inyectivo, a menudo se supone sin pérdida de generalidad que para todos los índices i ≤ j, cada Xi es un subespacio vectorial de Xj (en particular, Xi se identifica con el rango de {\displaystyle f_{i}^{j}}) y que el mapa de enlace {\displaystyle f_{i}^{j}} es la inclusión natural
Inj
i : Xi → Xj }}
(es decir, definida por x ↦ x) de modo que la topología del subespacio en Xi inducida por Xj sea weaker (i.e. coarser) que la topología original (es decir, dada) en Xi.
En este caso, tómese también 
X :=  Xi.
Las aplicaciones límite son entonces las inclusiones naturales Ini : Xi → X. La topología de límite directo en X es la topología final inducida por estas aplicaciones de inclusión.
Si los Xi tienen una estructura algebraica, póngase por caso suma, por ejemplo, entonces para cualquier x, y ∈ X, se elige cualquier índice i tal que x, y ∈ Xi y luego se define su suma usando el operador de suma de Xi. Esto es,
x + y := x +i y,
donde +i es el operador de suma de Xi. Esta suma es independiente del índice i que se elija.
En la categoría de espacios vectoriales topológicos localmente convexos, la topología en el límite directo X de un límite inductivo dirigido inyectivo de espacios localmente convexos se puede describir especificando que un subconjunto absolutamente convexo U de X ) es un entorno de 0 si y solo si U ∩ Xi es un entorno absolutamente convexo de 0 en Xi para cada índice i.
Límites directos en categorías de espacios topológicos
Los límites directos de los sistemas directos dirigidos siempre existen en las categorías de conjuntos, espacios topológicos, grupos y EVTs localmente convexos.
En la categoría de espacios topológicos, si cada aplicación de enlace fij es inyectiva (respectivamente, sobreyectiva, biyectiva, homeomorfismo, embebido, o aplicación cociente), entonces también lo es cada fi : Xi → X.

#### Problema con límites directos
Los límites directos en las categorías de espacios topológicos, espacios vectoriales topológicos (EVTs) y EVTs localmente convexos de Hausdorff se "comportan mal".
Por ejemplo, el límite directo de una secuencia (es decir, indexada por los números naturales) de espacios de Fréchet nucleares localmente convexos puede no ser de Hausdorff (en cuyo caso, el límite directo no existe en la categoría de EVTs de Hausdorff).
Por esta razón, en análisis funcional solo se estudian ciertos sistemas directos "de buen comportamiento". Estos sistemas incluyen a los espacios LF.
Sin embargo, los límites inductivos localmente convexos no de Hausdorff aparecen en cuestiones naturales de análisis.

### Límite inductivo estricto
Si cada una de las aplicaciones de enlace {\displaystyle f_{i}^{j}} es un embebido de un EVT en subespacios vectoriales adecuados y si el sistema está dirigido por {\displaystyle \mathbb {N} } con su ordenamiento natural, entonces el límite resultante se llama límite directo (numerable) estricto. En tal situación, se puede suponer sin pérdida de generalidad que cada Xi es un subespacio vectorial de Xi+1 y que la topología del subespacio inducida en Xi por Xi+1 es idéntica a la topología original en Xi.
En la categoría de espacios vectoriales topológicos localmente convexos, la topología en un límite inductivo estricto de los espacios de Fréchet X se puede describir especificando que un subconjunto absolutamente convexo U es un entorno de 0 si y solo si U ∩ Xn es un entorno absolutamente convexo de 0 en Xn por cada n.

## Propiedades
Un límite inductivo en la categoría de EVTs localmente convexos de una familia de espacios bornológicos (respectivamente, barrilado, cuasi barrilado) tiene esta misma propiedad.

### Espacios LF
Cada espacio LF es un subconjunto exiguo de sí mismo.
El límite inductivo estricto de una secuencia de espacios localmente convexos completos (como los espacios de Fréchet) es necesariamente completo.
En particular, cada espacio LF está completo.
Cada espacio LF es barrilado y bornológico, lo que junto con la integridad implica que cada espacio LF es ultrabornológico.
Un espacio LF que es el límite inductivo de una secuencia numerable de espacios separables es separable.
Los espacios LF son distinguidos, y sus duales fuertes son bornológicos y barrilados (un resultado debido a Alexander Grothendieck).
Si X es el límite inductivo estricto de una secuencia creciente de espacios de Fréchet Xn, entonces un subconjunto B de X está acotado en X si y solo si existe algún n tal que B sea un subconjunto acotado de Xn.
Una aplicación lineal desde un espacio LF a otro EVT es continua si y solo si es secuencialmente continua.
Una aplicación lineal desde un espacio LF X a un espacio de Fréchet Y es continua si y solo si su grafo está cerrada en X × Y.
Cada operador lineal acotado desde un espacio LF a otro EVT es continuo.
Si X es un espacio LF definido por una secuencia {\displaystyle \left(X_{i}\right)_{i=1}^{\infty }}, entonces el espacio dual fuerte {\displaystyle X_{b}^{\prime }} de X es un espacio de Fréchet si y solo si todos los Xi son normables.
Por lo tanto, el espacio dual fuerte de un espacio LF es un espacio de Fréchet si y solo si es un espacio LB.

## Ejemplos

### Espacio de funciones compactamente suaves soportadas
Un ejemplo típico de un espacio LF es {\displaystyle C_{c}^{\infty }(\mathbb {R} ^{n})}, el espacio de todas las funciones infinitamente diferenciables en {\displaystyle \mathbb {R} ^{n}} con soporte compacto. La estructura del espacio LF se obtiene considerando una secuencia de conjuntos compactos {\displaystyle K_{1}\subset K_{2}\subset \ldots \subset K_{i}\subset \ldots \subset \mathbb {R} ^{n}} con {\displaystyle \bigcup _{i}K_{i}=\mathbb {R} ^{n}} y para todo i, {\displaystyle K_{i}} es un subconjunto del interior de {\displaystyle K_{i+1}}. Tal secuencia podría ser el conjunto de las bolas de radio "i" centradas en el origen. El espacio {\displaystyle C_{c}^{\infty }(K_{i})} de funciones infinitamente diferenciables en {\displaystyle \mathbb {R} ^{n}} con soporte compacto contenido en {\displaystyle K_{i}} tiene una estructura natural de espacio de Fréchet y {\displaystyle C_{c}^{\infty }(\mathbb {R} ^{n})} hereda su estructura de espacio LF como se describió anteriormente. La topología del espacio LF no depende de la secuencia particular de conjuntos compactos {\displaystyle K_{i}}.
Con esta estructura de espacio LF, {\displaystyle C_{c}^{\infty }(\mathbb {R} ^{n})} se conoce como el espacio de funciones de prueba, de fundamental importancia en la teoría de distribuciones.

### Límite directo de espacios de dimensión finita
Supóngase que para cada entero positivo n, Xn := {\displaystyle \mathbb {R} }n y que m < n; considérese también Xm como un subespacio vectorial de Xn a través del embebido canónico Xm → Xn definido por x := (x1, ..., xm) ↦ (x1, ..., xm, 0, ..., 0).
Denótese el espacio LF resultante por X. Dado que cualquier topología sobre un EVT X hace continuas las inclusiones de los Xm en X, este último espacio tiene el máximo entre todas las topologías del EVT en un espacio vectorial {\displaystyle \mathbb {R} } con dimensión de Hamel numerable. Es una topología LC, asociada con la familia de todas las seminormas en X. Además, la topología del límite inductivo del EVT X coincide con el límite inductivo topológico; es decir, el límite directo de los espacios de dimensión finita Xn en la categoría de espacios topológicos y en la categoría de EVTs coinciden. El espacio dual continuo {\displaystyle X^{\prime }} de X es igual al espacio dual de X, es decir, el espacio de todas las secuencias con valores reales {\displaystyle \mathbb {R} ^{\mathbb {N} }} y la topología débil en {\displaystyle X^{\prime }} es igual a la topología fuerte en {\displaystyle X^{\prime }} (es decir, {\displaystyle X_{\sigma }^{\prime }=X_{b}^{\prime }}).. De hecho, es la topología LC única en {\displaystyle X^{\prime }} cuyo espacio dual topológico es X.
Además, la aplicación canónica de X en el espacio dual continuo de {\displaystyle X_{\sigma }^{\prime }} es sobreyectiva.